# Erhard Hegenwald
Erhard Hegenwald (auch Erhart Hegenwalt, erste Hälfte des 16. Jahrhunderts) war ein Schriftsteller der Reformation.

## Werdegang
Hegenwald war Schulmeister im Kloster Pfäfers gewesen und nahm als Anhänger Ulrich Zwinglis an der Ersten Zürcher Disputation teil. Darüber verfasste er einen Bericht mit dem Titel Handlung der Versammlung in der loblichen stat Zürich auff den 24. tag Jeners 1523, von wegen d. h. Evangelii. Dieser wurde noch im selben Jahr mehrfach gedruckt.
Am Freitag nach Epiphanias 1524 erschien in Wittenberg ein Einblattdruck von Hegenwald mit dem Lied Erbarm dich mein, o Herre Gott, nach deiner großen Barmherzigkeit, einer Nachdichtung des 51. Psalms Miserere mei dominus. Das Lied wurde ins Erfurter Enchiridion und in weitere Gesangbücher aufgenommen.
Von Wittenberg aus blieb Hegenwald in Kontakt mit reformatorischen Kreisen in Zürich, wie ein Brief an Konrad Grebel vom 1. Januar 1525 belegt.
1526 wurde Hegenwald in Wittenberg als Mediziner promoviert. Ob der Autor mit dem Stadtphysicus gleichen Namens in Frankfurt am Main identisch ist, der dort von 1528 bis 1540 wirkte, ist nicht gesichert.